# Lasioglossum linctum
Lasioglossum linctum är en biart som först beskrevs av Joseph Vachal 1904.  Lasioglossum linctum ingår i släktet smalbin, och familjen vägbin. Inga underarter finns listade i Catalogue of Life.